# Lycaena semiobscurata
Lycaena semiobscurata är en fjärilsart som beskrevs av Frederick William Frohawk 1938. Lycaena semiobscurata ingår i släktet Lycaena och familjen juvelvingar. Inga underarter finns listade i Catalogue of Life.